# Ушбас
Ушбас (каз. Үшбас) — село в Сарысуском районе Жамбылской области Казахстана. Входит в состав Туркестанского сельского округа. Код КАТО — 316041400.

## Население
В 1999 году население села составляло 131 человек (64 мужчины и 67 женщин). По данным переписи 2009 года, в селе проживали 222 человека (106 мужчин и 116 женщин).